# Catasigerpes acuminatus
Catasigerpes acummatus es una especie de mantis de la familia Hymenopodidae.

## Distribución geográfica
Se encuentra en Kenia y Somalia.